# ALOX5AP
ALOX5AP (англ. Arachidonate 5-lipoxygenase activating protein) – білок, який кодується однойменним геном, розташованим у людей на короткому плечі 13-ї хромосоми. Довжина поліпептидного ланцюга білка становить 161 амінокислот, а молекулярна маса — 18 157.
| 10         |  | 20         |  | 30         |  | 40         |  | 50         |
| ---------- |  | ---------- |  | ---------- |  | ---------- |  | ---------- |
| MDQETVGNVV |  | LLAIVTLISV |  | VQNGFFAHKV |  | EHESRTQNGR |  | SFQRTGTLAF |
| ERVYTANQNC |  | VDAYPTFLAV |  | LWSAGLLCSQ |  | VPAAFAGLMY |  | LFVRQKYFVG |
| YLGERTQSTP |  | GYIFGKRIIL |  | FLFLMSVAGI |  | FNYYLIFFFG |  | SDFENYIKTI |
| STTISPLLLI |  | P          |  |            |  |            |  |            |

A: Аланін

C: Цистеїн

D: Аспарагінова кислота

E: Глутамінова кислота

F: Фенілаланін

G: Гліцин

H: Гістидин

I: Ізолейцин

K: Лізин

L: Лейцин

M: Метіонін

N: Аспарагін

P: Пролін

Q: Глутамін

R: Аргінін

S: Серин

T: Треонін

V: Валін

W: Триптофан

Задіяний у такому біологічному процесі, як біосинтез лейкотриєнів. 
Локалізований у ядрі, мембрані, ендоплазматичному ретикулумі.